# 小栗山喜四郎
小栗山 喜四郎（こぐりやま きしろう、延宝4年（1676年） - 享保7年7月2日（1722年8月13日））は、江戸時代中期に起こった会津御蔵入騒動の指導者。

## 経歴・人物
会津藩領陸奥大沼郡小栗山村に生まれる。享保5年（1720年）南山御蔵入領下の村々は年貢の減免や江戸への廻米反対等を要求し、田島代官所へ強訴。更に翌年の享保6年（1721年）には一揆を起こして幕府に直訴した。これを会津御蔵入騒動（南山御蔵入騒動、五万石騒動、御蔵入五万石騒動、南山一揆とも）という。
その後、享保7年（1722年）喜四郎は一揆を指導した廉で同志5名（界村兵左衛門、新遠路村久次右衛門、滝沢村喜左衛門、布沢村茂左衛門、黒谷村儀右衛門）とともに処刑された。処刑された6人をまとめて南山六義民と呼ぶ。のちに田島代官所の代官の山田八郎兵衛は罷免された。昭和3年（1928年）田島町の丸山公園内に漢学者の杉原夷山の撰文による「南山義民之碑」が建てられた。